# La Lagunita, Ocuilan
La Lagunita är en ort i kommunen Ocuilan i delstaten Mexiko i Mexiko. Samhället hade 335 invånare vid folkräkningen år 2020.